# Джентиле, Чезаре
Чезаре Джентиле (итал. Cesare Gentile; Генуя, 1614 — Генуя, 1681) — дож Генуэзской республики.

## Биография
Родился в Генуе в 1614 году. Как и другие члены благородного семейства Джентиле, принимал активное участие в войне 1625 года между Генуей и герцогством Савойским. Первую государственную должность получил в возрасте двадцати лет, когда он был назначен ответственным за прием адмирала Кастилии во время его путешествия на Сицилию.
Со временем занимал различные государственные посты, избирался в Сенат Республики и уцелел во время чумы, постигшей Геную и все побережье в 1656-1657 годах.
Был избран дожем 10 марта 1667 года, став одновременно королём Корсики. Его правление прошло мирно и спокойно. Имел некоторые разногласия с настоятелем собора Сан-Лоренцо, генуэзским архиепископом Джамбаттистой Спинола и инквизицией. Утвердил открытие кафедр канонического и гражданского права в университете Генуи и кафедр моральной философии и математики в иезуитском колледже.
10 марта 1669 года завершил свой мандат, после чего был ответственным за общественные работы, а также участвовал в столкновениях 1672 года между Генуей и герцогством Савойским.
Умер в Генуе в 1681 году и был похоронен в базилике Сан-Сиро.